# Koen Casteels
Koen Casteels, född 25 juni 1992, är en belgisk fotbollsmålvakt som spelar för saudiska Al-Qadsiah.

## Klubbkarriär
Den 10 juni 2024 värvades Casteels av saudiska Al-Qadsiah, där han skrev på ett treårskontrakt.

## Landslagskarriär
I maj 2018 blev Casteels uttagen i Belgiens trupp till fotbolls-VM 2018.